# Europan
Europan is een pan-Europese prijsvraag voor architecten.
In een samenwerkingsverband van zo’n twintig Europese landen organiseert Europan elke twee jaar een ideeënprijsvraag op het gebied van architectuur, stedenbouw en landschap. Hiermee levert Europan een bijdrage aan de reflectie op en het debat over de Europese stad.Voor enkele nu bekende architectenbureaus is het winnen van Europan de start van hun carrière geweest.